# Real Zaragoza 1984-1985
Questa voce raccoglie le informazioni riguardanti il Real Saragozza nelle competizioni ufficiali della stagione 1984-1985

## Rosa
| N. |                     | Ruolo | Calciatore                        |
| -- | ------------------- | ----- | --------------------------------- |
|    | Spagna (bandiera)   | P     | Eugenio Vitaller                  |
|    | Spagna (bandiera)   | P     | Andoni Cedrún                     |
|    | Spagna (bandiera)   | P     | Manuel Ruiz                       |
|    | Spagna (bandiera)   | P     | Laureano Echevarría               |
|    | Spagna (bandiera)   | D     | Casuco                            |
|    | Spagna (bandiera)   | D     | Rafael García Cortés              |
|    | Spagna (bandiera)   | D     | Francisco Javier Pérez Villarroya |
|    | Spagna (bandiera)   | D     | Canito                            |
|    | Spagna (bandiera)   | D     | José Antonio Casajús              |
|    | Spagna (bandiera)   | D     | Tomás Blesa                       |
|    | Spagna (bandiera)   | D     | Ignacio Aldea                     |
|    | Spagna (bandiera)   | D     | Carlos Beltrán                    |
|    | Spagna (bandiera)   | D     | Pablo Francisco Rodrigo Santed    |
|    | Spagna (bandiera)   | D     | Chechu                            |
|    | Spagna (bandiera)   | D     | Antonio Mayor                     |
|    | Paraguay (bandiera) | D     | Víctor Zayas                      |
|    | Spagna (bandiera)   | C     | Julián Corvinos                   |
|    | Spagna (bandiera)   | C     | Eduardo Celma                     |

| N. |                       | Ruolo | Calciatore                 |
| -- | --------------------- | ----- | -------------------------- |
|    | Spagna (bandiera)     | C     | Óscar Ramón                |
|    | Spagna (bandiera)     | C     | Carlos Conde               |
|    | Spagna (bandiera)     | C     | Francisco Güerri           |
|    | Spagna (bandiera)     | C     | Francisco Javier Marín     |
|    | Spagna (bandiera)     | C     | Juan Carlos Justes         |
|    | Spagna (bandiera)     | C     | Juan José Requena          |
|    | Spagna (bandiera)     | C     | Juan Antonio Señor         |
|    | Spagna (bandiera)     | C     | Pedro Herrera              |
|    | Argentina (bandiera)  | C     | Juan Alberto Barbas        |
|    | Spagna (bandiera)     | A     | Bartolomé Hernández Alcalá |
|    | Spagna (bandiera)     | A     | Mariano Ayneto             |
|    | Spagna (bandiera)     | A     | Rafael Latapia             |
|    | Jugoslavia (bandiera) | A     | Ivica Šurjak               |
|    | Spagna (bandiera)     | A     | David Deza                 |
|    | Spagna (bandiera)     | A     | José Ángel Ruiz López      |
|    | Spagna (bandiera)     | A     | José Ramón Corchado        |
|    | Spagna (bandiera)     | A     | José Antonio Colen         |
|    | Paraguay (bandiera)   | A     | Raúl Amarilla              |